# Antonaves
Antonaves är en kommun i departementet Hautes-Alpes i regionen Provence-Alpes-Côte d'Azur i sydöstra Frankrike. Kommunen ligger  i kantonen Ribiers som ligger i arrondissementet Gap. År 2018 hade Antonaves 143 invånare.

## Befolkningsutveckling
Antalet invånare i kommunen Antonaves
Referens:INSEE